# Saint-Geniès-de-Fontedit
Saint-Geniès-de-Fontedit este o comună în departamentul Hérault din sudul Franței. În 2009 avea o populație de 1.351 de locuitori.

## Evoluția populației
| An        | 1975  | 1982  | 1990  | 1999  | 2006  | 2009  |
| --------- | ----- | ----- | ----- | ----- | ----- | ----- |
| Populație | 1.032 | 1.022 | 1.029 | 1.076 | 1.179 | 1.351 |